# Schleim
Schleim (lateinisch mucus oder mucilago) ist eine zähflüssige organische Absonderung, insbesondere von Schleimhäuten, die üblicherweise dem Schutz der Organoberfläche vor Austrocknung, Fremdpartikeln oder Abrieb dient. Schleim kann auch der Einhüllung und Abkapselung von unerwünschten Fremdkörpern dienen. Strukturbestimmende Hauptbestandteile des Schleims sind die Mucine.

## Funktion beim Menschen
Mucus überzieht als klebrige Substanz die Epithelien als eine organspezifische, schützende Hülle. Die Dicke des Mucus variiert bei gesunden Menschen je nach Organ, mit Ausnahme des Auges, zwischen 200 und 500 µm.
Der Schleim hat bei verschiedenen Schleimhäuten eine unterschiedliche Schutzfunktion:
- Nasenschleimhaut produziert das Nasensekret, welches dem Abfangen von Staub aus der Luft, der Befeuchtung der Einatemluft und Feuchterückgewinnung aus der Ausatemluft dient.
- Mundschleimhaut/Speichel: Bindungsstelle für Bakterien, enzymatische Spaltung von Polysacchariden, Befeuchtung zum Speisebrei.
- Magenschleimhaut schützt vor der Magensäure
- Darmschleimhaut im Dickdarm ist in engem Kontakt mit der Darmflora. Der Schleim ist ein wichtiger Bestandteil der Barrierefunktion des Darms, der eine starke Immunreaktion mit der Darmflora verhindert; schmiert Darminhalt bei Transport und Ausscheidung.
- Gebärmutterschleimhaut schützt den Embryo und ermöglicht dem befruchteten Ei die Einnistung. In jedem Zyklus wird ein Teil der Schleimhaut auf- und wieder abgebaut.
- Zervixschleim verhindert das Eindringen von Krankheitserregern in die Gebärmutter. Die Zusammensetzung des Sekrets verändert sich im Zyklusverlauf.
- Augen: Schmierung der Augenbewegung, Einbettung, Transport, Bindung und Abscheidung von Staub und Fremdkörpern

## Beispiele für die Funktion in der Tierwelt
- Schleim der landlebenden Nackt- und Gehäuseschnecken, der dem Schutz und der Anhaftung an glatten Oberflächen dient.

## Biofilm
Biofilme mit Bakterien treten mitunter in Form von Schleim auf; gefunden u. a. in gelagertem Dieselöl, in Abwasserrohren, in einer Blumenvase und in einer Höhle mit Methan und Jod als Energiequelle.

## Fluidphysik/Rheologie
Schleime sind typische nichtnewtonsche Flüssigkeiten mit Gel-Charakter, die sich durch energisches Rühren „verflüssigen“ lassen.